# Szkotowo (gromada)
Szkotowo – dawna gromada, czyli najmniejsza jednostka podziału terytorialnego Polskiej Rzeczypospolitej Ludowej w latach 1954–1972.
Gromady, z gromadzkimi radami narodowymi (GRN) jako organami władzy najniższego stopnia na wsi, funkcjonowały od reformy reorganizującej administrację wiejską przeprowadzonej jesienią 1954 do momentu ich zniesienia z dniem 1 stycznia 1973, tym samym wypierając organizację gminną w latach 1954–1972.
Gromadę Szkotowo  z siedzibą GRN w Szkotowie utworzono – jako jedną z 8759 gromad na obszarze Polski – w powiecie nidzickim w woj. olsztyńskim na mocy uchwały nr 19 WRN w Olsztynie z dnia 4 października 1954. W skład jednostki weszły obszary dotychczasowych gromad Kownatki, Michałki, Rączki, Siemianowo i Szkotowo oraz miejscowości Załuski i Łapinóż z dotychczasowej gromady Szerokopaś ze zniesionej gminy Szkotowo w powiecie nidzickim, a także obszar dotychczasowej gromady Januszkowo ze zniesionej gminy Waplewo w powiecie ostródzkim w tymże województwie. Dla gromady ustalono 13 członków gromadzkiej rady narodowej.
1 stycznia 1960 do gromady Szkotowo włączono wsie Frąknowo i Dobrzyń oraz kolonię Mogiłowa ze zniesionej gromady Dobrzyń w tymże powiecie.
31 grudnia 1961 z gromady Szkotowo wyłączono PGR Załuski, włączając je do gromady Nidzica w tymże powiecie; do gromady Szkotowo włączono natomiast wsie Gardyny, Łogdowo, Osiekowo, Turowo i Turówek oraz PGR-y Borowina i Dąbrowo ze zniesionej gromady Gardyny w tymże powiecie.
Gromada przetrwała do końca 1972 roku, czyli do kolejnej reformy gminnej. 1 stycznia 1973 w powiecie nidzickim reaktywowano gminę Szkotowo.